# Козельщина (селище)
Козе́льщина — селище Козельщинської громади, Кременчуцького району,  Полтавської області, колишній районний центр. Населення становить 4,5 тис. жителів (2001 р.). Орган місцевого самоврядування — Козельщинська селищна рада. Історичне населене місце.

## Географічне розташування
Селище Козельщина знаходиться на лівому березі річки Рудька, за 77 км від Полтави. Вище за течією на відстані 2,5 км розташоване село Лутовинівка, нижче за течією на відстані 2 км розташоване село Підгорівка, на протилежному березі — село Омельниче. Через село проходить автомобільна дорога Т 1721 та залізниця, зупиночна платформа Козельщина. Поруч проходить автомобільна дорога М22 (E577).

## Населення

### Мова
Розподіл населення за рідною мовою за даними перепису 2001 року:
| Мова            | Кількість | Відсоток |
| --------------- | --------- | -------- |
| українська      | 4266      | 96.21%   |
| російська       | 155       | 3.50%    |
| білоруська      | 5         | 0.11%    |
| вірменська      | 2         | 0.04%    |
| угорська        | 1         | 0.02%    |
| румунська       | 1         | 0.02%    |
| інші/не вказали | 4         | 0.10%    |
| Усього          | 4434      | 100%     |

## Історія

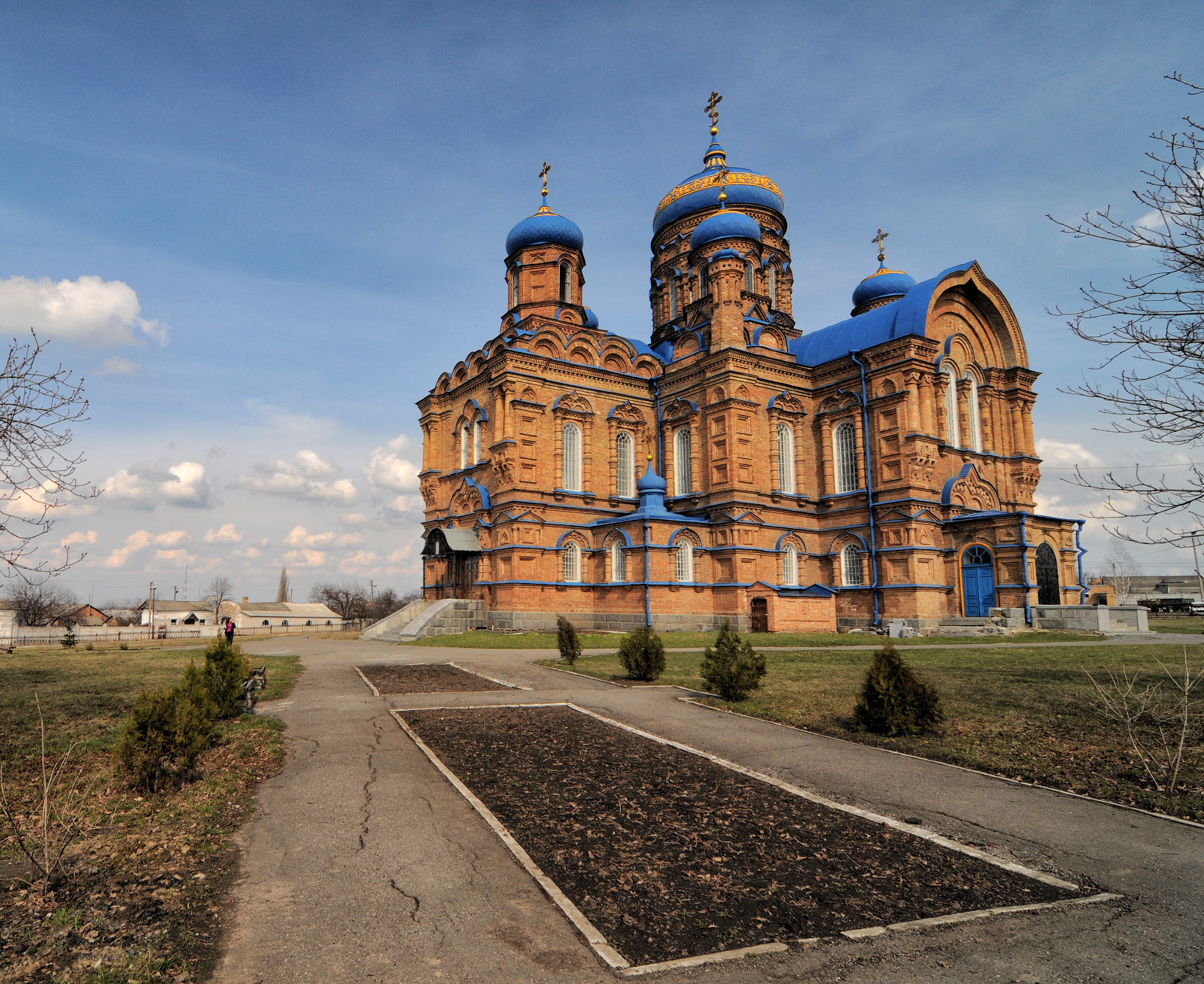
Собор Різдва Пресвятої Богородиці

Пам'ятник Леніну (демонтований 2016 року)

Заснована на початку 18 століття. У 1718 р. полтавський полковник І.Черняк видав універсал на наказне сотництво в Кобеляцькій сотні Полтавського полку П. С. Козельському, який і заснував на землях, що належали сотні, поселення. З 1765 р. віднесена до Кобеляцької роти Дніпровського пікінерського полку Катерининської провінції Новоросійської губернії, з 1775 до 1783 р. — до Новосанжарсього повіту тієї ж губернії, пізніше — Олексопольського, потім — Полтавського повіту Катеринославського намісництва; з 1796 р. — до Малоросійської губернії.
З утворенням 1802 р. Полтавської губернії Козельщина відійшла до неї. 
З 1803 р. — у складі новоствореного Кобеляцького повіту. Певний вплив на розвиток села мало завершення у 1870 р. будівництва залізничної колії та початок руху по залізниці через станцію "Козельщина".
За переписом 1859 р. налічувалося 71 двір та 455 жителів, був селітряний завод.  
За переписом 1900 р. в Козельщині було 110 дворів та 1630 жителів, церковнопарафіяльна школа, 3 ярмарки на рік.  
У другій половині 19 ст. П.С. Козельський заповідав свій маєток у Козельщині С.М. Капніст (дочці математика М.В. Остроградського) - дружині графа В. І. Капніста одного із нащадків російського письменника В. В. Капніста (див. Будинок Капніста). 
У 1882 подружжя Капністів з нагоди одужання від тяжкої хвороби доньки Марії спорудили Різдва Богородиці цервку, а в 1891 р. заснували Козельщинський Різдва Богородиці монастир. 
За даними Полтавської єпархії у 1902 р. в парафії Козельщинської Різдвяно-Богородицьокої громади діяли лікарня, шпиталь, жіноча двокласна та чоловіча однокласна церковно-парафіяльна школи. 
За переписом 1910 р. було 217 дворів (разом з хуторами), паровий млин з паросушкою, цегляний завод.  
У 1900 - 1906 роках збудовано мурований собор Козельщинського монастиря (храм зберігся) інша мурована церква була при покоях настоятельки монастиря. У 1912 р. крім вищезгаданих, при церквах діяли дві змішані школи. Під час російсько-японської війни 1904 - 1905 при монастирі було відкрито лазарет на 10 ліжок.  
Радянську владу встановлено в січні 1918 р.
З 7 березня 1923 р. Козельщина віднесена до Бригадирівського району Кременчуцького округу, тривалий час була райцентром. 
У 1930 р. було створено перший колгосп "Червоний серп", почала виходити газета "Розгорнутим фронтом" в редакції якої працювали майбутні українські письменники Олесь Гончар та Олесь Юренко. 
З лютого 1932 р. до вересня 1937 р. Козельщина входила до складу Харківської області (26.04.1933 р. Бригадирівський район перейменовано на Козельщинський), з вересня 1937 р. — у складі Полтавської області.
З 25.10.1938 р. Козельщина — селище міського типу.
Восени 1939 р. тут було створено тимчасовий табір для польських військовополонених, що розміщувався за 500 м від залізничної станції і діяв до початку 1940 року. Комендантом табору був старший лейтенант Соколов В. Л., комісар — капітан Акуленко Ф. С. Вже в листопаді 1939 р. почався обмін польськими полоненими між СРСР та Третім Рейхом, чим скористався і тому вижив відомий надалі польський підпільник, емігрант-публіцист Ян Карський. При тому, що жодного випадку смерті серед ув'язнених у таборі не зафіксовано, близько 2,5 тисяч з них було направлено до спеціальних таборів для польських військовополонених у Старобільську та Осташкові - головним чином офіцерів, більшість з яких невдовзі була розстріляна. Всього за час існування табору через нього пройшло близько 6 тис. осіб. 30 вересня 2013 р. в честь ув'язнених була відкрита меморіальна таблиця.
За період німецько-фашиської окупації (15.IX.1941 - 25(27).IX.1943) гітрелівці вивезли до Німеччини 134 чоловік, спалили 82 хати та 43 громадські будівлі. 

## Економіка
- ВАТ "Козельщинський завод керамзитового гравію" (не працює)
- Козельщинський райавтодор
- Козельщинський міжколгоспний комбікормовий завод об'єднання «Агрокомбікорм»
- Завод будівельних матеріалів

## Об'єкти соціальної сфери
- Козельщинський Ліцей [Архівовано 6 Травня 2021 у Wayback Machine.]
- Будинок дитячої та юнацької творчості.
- Центральна районна бібліотека ім. Олеся Гончара [Архівовано 17 Вересня 2021 у Wayback Machine.]
- Козельщинський селищний будинок культури, Козельщинського селищного відділу культури і туризму
- Козельщинська дитяча музична школа

## Пам'ятки історії
- Церква і монастир Різдва Пресвятої Богородиці
- Братська могила радянських воїнів, пам’ятний знак полеглим  воїнам-землякам — парк, меморіальний комплекс (1980р.)
- Братська могила учасників встановлення радянської влади — кладовище (обеліск відкрито в 1957р.)
- Могила невідомого радянського воїна — кладовище (обеліск відкрито в 1972р.)
- Братська могила підпільників і воїна — кладовище (1975р)
- 2 кургани на околиці селища

## ЗМІ
- Козельщинські вісті

## Видатні уродженці
- Петро Головченко (1898—1938) — український радянський архітектор.
- Костянтин Касай — український політик. Народний депутат України 9-го скликання.
- Юрій Омельченко (1934—2014) — український інженер-гідротехнік, дослідник арктичних гідротехнічних систем, фахівець у галузі морських портів.
- Костянтин Рома (1996—2017) — український військовик, старший солдат Збройних сил України, учасник російсько-української війни.
- Іларіон Співак — український радянський діяч.
- Семенко Валентина Миколаївна — героїня соціалістичної праці.
- Тетяна Vlasna (Власенко) — співачка, режисерка, сценаристка, організаторка масових культурних заходів, лауреатка Міжнародного конкурсу «Морський коник».
- Роман Федів (псевдо: «Дрогобич»; нар. 10 червня 1994 — пом. 7 серпня 2023, Мар'їнка, Донецька область, Україна) — український військовик, солдат аеророзвідки «SOLOVEY» 144 ОБ 116 ОБрТрО Збройних сил України, учасник російсько-української війни.

## Цікавий факт
Газета Козельщинські вісті із грудня 2018 року розміщується на Вікісховищі під вільною ліцензією.

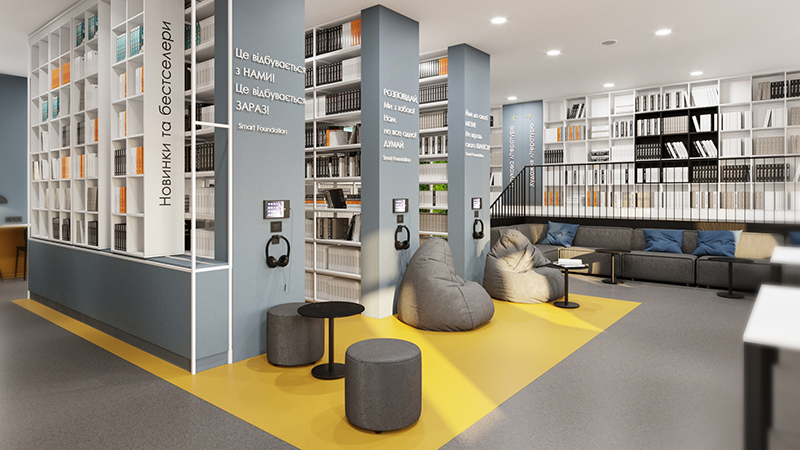
Новий смарт-простір в [https://web.archive.org/web/20210917182523/https://www.prostir.sf.org.ua/ Центральній районній бібліотеці ім. Олеся Гончара Козельщини

У 2020 році відбулось кардинальне оновлення Центральної бібліотеки Козельщинської селищної ради. Приміщення обладнали сучасною мультимедійною системою для проведення освітніх кінопоказів та лекцій, комп’ютерним класом, зонами для відпочинку та творчості, залами для індивідуальних занять та роботи в групах, як у будь-якому сучасному коворкінгу в мегаполісі. Там з’явилася дитяча кімната з гральними зонами для маленьких відвідувачів, поряд з якою межує простір для гуртків та позакласних занять. Перебудовою, фінансуванням та організацією навчальних програм і дозвілля займалася Благодійна організація Smart Foundation.